# Campeonato Paulista de Futebol de 2022 - Segunda Divisão
A Segunda Divisão do Campeonato Paulista de 2022 foi a quadragésima sétima edição desta competição de futebol, equivalente ao quarto escalão do estado e organizada pela Federação Paulista de Futebol (FPF).
A competição foi composta de cinco fases e disputada por 36 equipes entre os dias 22 de abril e 17 de setembro. Nas duas primeiras fases, os participantes foram divididos em grupos, pelos quais os integrantes enfrentaram os adversários da própria chave em jogos de turno e returno. Nas fases eliminatórias, o resultado agregado das duas partidas definiram quem avançou à fase seguinte. Dessa forma, as oito equipes restantes foram a cada fase reduzidas à metade até a final.
O Grêmio Prudente conquistou o título da edição de forma invicta após vencer a decisão contra a Itapirense. Os dois finalistas garantiram o acesso para a Série A3 de 2023.

## Formato e participantes
Em sua quadragésima sétima edição, o quarto escalão do estado foi disputado em cinco fases, sendo duas em formatos de pontos corridos e três eliminatórias. Nas duas primeiras fases, os participantes foram divididos em grupos, pelos quais os integrantes enfrentaram os adversários da própria chave em jogos de turno e returno.
Por outro lado, as últimas fases foram compostas por jogos eliminatórios, definidos de acordo com a classificação geral. Conforme preestabelecido no regulamento, o resultado agregado das duas partidas definiram quem avançou à fase seguinte. Assim, as oito equipes restantes foram a cada fase reduzidas à metade até a final. Em caso de igualdades, a vaga ficou com a equipe de melhor campanha geral.
| Equipe             | Cidade                  | Participações | Títulos         | Ref.  |
| ------------------ | ----------------------- | ------------- | --------------- | ----- |
| América-SP         | São José do Rio Preto   | 7             | —               | [ 9 ] |
| Amparo             | Amparo                  | 9             | —               | [ 9 ] |
| Andradina          | Andradina               | 9             | —               | [ 9 ] |
| Assisense          | Assis                   | 16            | —               | [ 9 ] |
| Atlético Mogi      | Mogi das Cruzes         | 14            | —               | [ 9 ] |
| Batatais           | Batatais                | 15            | —               | [ 9 ] |
| Catanduva          | Catanduva               | 3             | —               | [ 9 ] |
| Colorado Caieiras  | Caieiras                | 1             | —               | [ 9 ] |
| ECUS               | Suzano                  | 13            | —               | [ 9 ] |
| Fernandópolis      | Fernandópolis           | 27            | 2 (1979 e 1994) | [ 9 ] |
| Flamengo-SP        | Guarulhos               | 5             | 1 (2000)        | [ 9 ] |
| Francana           | Franca                  | 4             | —               | [ 9 ] |
| Grêmio Prudente    | Presidente Prudente     | 11            | 1 (2007)        | [ 9 ] |
| Guarulhos          | Guarulhos               | 30            | —               | [ 9 ] |
| Independente-SP    | Limeira                 | 12            | 2 (1999 e 2011) | [ 9 ] |
| Inter de Bebedouro | Bebedouro               | 15            | —               | [ 9 ] |
| Itapirense         | Itapira                 | 7             | 1 (1969)        | [ 9 ] |
| Itararé            | Itararé                 | 6             | —               | [ 9 ] |
| Jabaquara          | Santos                  | 25            | —               | [ 9 ] |
| Joseense           | São José dos Campos     | 10            | —               | [ 9 ] |
| Manthiqueira       | Guaratinguetá           | 10            | 1 (2017)        | [ 9 ] |
| Mauá               | Mauá                    | 4             | —               | [ 9 ] |
| Mauaense           | Mauá                    | 21            | 1 (2003)        | [ 9 ] |
| Osvaldo Cruz       | Osvaldo Cruz            | 10            | —               | [ 9 ] |
| Paulista           | Jundiaí                 | 3             | 1 (2019)        | [ 9 ] |
| Penapolense        | Penápolis               | 3             | —               | [ 9 ] |
| Rio Branco-SP      | Americana               | 3             | —               | [ 9 ] |
| Santacruzense      | Santa Cruz do Rio Pardo | 7             | —               | [ 9 ] |
| Sãocarlense        | São Carlos              | 4             | —               | [ 9 ] |
| São Carlos         | São Carlos              | 3             | 2 (2005 e 2015) | [ 9 ] |
| Ska Brasil         | Santana de Parnaíba     | 9             | —               | [ 9 ] |
| Taquaritinga       | Taquaritinga            | 12            | 1 (1997)        | [ 9 ] |
| União Mogi         | Mogi das Cruzes         | 15            | 1 (2006)        | [ 9 ] |
| União São João     | Araras                  | 1             | —               | [ 9 ] |
| VOCEM              | Assis                   | 9             | —               | [ 9 ] |
| XV de Jaú          | Jaú                     | 7             | —               | [ 9 ] |

## Resultados
Os resultados das partidas da competição estão apresentados nos chaveamentos abaixo. A primeira fase foi disputada por pontos corridos, com os seguintes critérios de desempates sendo adotados em caso de igualdades: número de vitórias, saldo de gols, número de gols marcados, número de cartões vermelhos recebidos, número cartões amarelos recebidos e sorteio. Por outro lado, as fases eliminatórias consistiram de partidas de ida e volta, as equipes mandantes da primeira partida estão destacadas em itálico e as vencedoras do confronto, em negrito. Conforme preestabelecido no regulamento, o resultado agregado das duas partidas definiram quem avançou à final, que foi disputada por Grêmio Prudente e Itapirense e vencida pela primeira equipe, que se tornou campeã da edição.

### Primeira fase

#### Grupo 6
- O ECUS perdeu 3 pontos.

### Fases finais
|  | Quartas de final   | Quartas de final  | Quartas de final  | Quartas de final  |   |             | Semifinais                   | Semifinais                   | Semifinais                   | Semifinais                   |  |            | Final               | Final               | Final               | Final               |  |  |
|  | 12 a 21 de agosto  | 12 a 21 de agosto | 12 a 21 de agosto | 12 a 21 de agosto |   |             | 27 de agosto a 4 de setembro | 27 de agosto a 4 de setembro | 27 de agosto a 4 de setembro | 27 de agosto a 4 de setembro |  |            | 11 e 17 de setembro | 11 e 17 de setembro | 11 e 17 de setembro | 11 e 17 de setembro |  |  |
|  |                    |                   |                   |                   |   |             |                              |                              |                              |                              |  |            |                     |                     |                     |                     |  |  |
|  | Inter de Bebedouro | 1                 | 1                 | 2                 |   |             |                              |                              |                              |                              |  |            |                     |                     |                     |                     |  |  |
|  | Sãocarlense (mc)   | 2                 | 0                 | 2                 |   |             |                              |                              |                              |                              |  |            |                     |                     |                     |                     |  |  |
|  | Sãocarlense (mc)   | 2                 | 0                 | 2                 |   | Sãocarlense | 1                            | 0                            | 1                            |                              |  |            |                     |                     |                     |                     |  |  |
|  |                    |                   |                   |                   |   | Sãocarlense | 1                            | 0                            | 1                            |                              |  |            |                     |                     |                     |                     |  |  |
|  |                    | Itapirense (mc)   | 1                 | 0                 | 1 |             |                              |                              |                              |                              |  |            |                     |                     |                     |                     |  |  |
|  | Penapolense        | Itapirense (mc)   | 1                 | 0                 | 1 | 2           | 0                            | 2                            |                              |                              |  |            |                     |                     |                     |                     |  |  |
|  | Penapolense        |                   |                   |                   |   | 2           | 0                            | 2                            |                              |                              |  |            |                     |                     |                     |                     |  |  |
|  | Itapirense         | 2                 | 1                 | 3                 |   |             |                              |                              |                              |                              |  |            |                     |                     |                     |                     |  |  |
|  | Itapirense         | 2                 | 1                 | 3                 |   |             |                              |                              |                              |                              |  | Itapirense | 0                   | 0                   | 0                   |                     |  |  |
|  |                    |                   |                   |                   |   |             |                              |                              |                              |                              |  | Itapirense | 0                   | 0                   | 0                   |                     |  |  |
|  |                    | Grêmio Prudente   | 2                 | 1                 | 3 |             |                              |                              |                              |                              |  |            |                     |                     |                     |                     |  |  |
|  | XV de Jaú          | Grêmio Prudente   | 2                 | 1                 | 3 | 1           | 1                            | 2                            |                              |                              |  |            |                     |                     |                     |                     |  |  |
|  | XV de Jaú          |                   |                   |                   |   | 1           | 1                            | 2                            |                              |                              |  |            |                     |                     |                     |                     |  |  |
|  | Flamengo-SP (mc)   | 0                 | 2                 | 2                 |   |             |                              |                              |                              |                              |  |            |                     |                     |                     |                     |  |  |
|  | Flamengo-SP (mc)   | 0                 | 2                 | 2                 |   | Flamengo-SP | 0                            | 1                            | 1                            |                              |  |            |                     |                     |                     |                     |  |  |
|  |                    |                   |                   |                   |   | Flamengo-SP | 0                            | 1                            | 1                            |                              |  |            |                     |                     |                     |                     |  |  |
|  |                    | Grêmio Prudente   | 0                 | 2                 | 2 |             |                              |                              |                              |                              |  |            |                     |                     |                     |                     |  |  |
|  | Itararé            | Grêmio Prudente   | 0                 | 2                 | 2 | 0           | 1                            | 1                            |                              |                              |  |            |                     |                     |                     |                     |  |  |
|  | Itararé            |                   |                   |                   |   | 0           | 1                            | 1                            |                              |                              |  |            |                     |                     |                     |                     |  |  |
|  | Grêmio Prudente    | 3                 | 2                 | 5                 |   |             |                              |                              |                              |                              |  |            |                     |                     |                     |                     |  |  |